# Bembidion almum
Bembidion almum es una especie de escarabajo del género Bembidion, categorizada en la tribu Bembidiini, de la subfamilia Trechinae.

## Distribución
Se distribuye por Afganistán, Azerbaiyán, Georgia, Kazajistán, Kirguistán, Rusia, Tayikistán, Turkmenistán y Uzbekistán.

## Taxonomía
Fue descrita por J.Sahlberg en 1900.
Taxón infraespecífico
- Bembidion (Chlorodium) almum almum J.Sahlberg, 1900.[2]
- Bembidion (Chlorodium) almum protalmum Netolitzky, 1934.[2]